# ماريسا كوجلان
ماريسا كوجلان (بالإنجليزية: Marisa Coughlan)‏ هي كاتبة سيناريو ومنتجة أفلام وممثلة أمريكية، ولدت في 17 مارس 1974 بمنيابولس في الولايات المتحدة. بدأت مشوارها المهني سنة 1995.

## أعمال

### أفلام
- (1995) قبضة نجم الشمال
- (2001) سوبر تروبرس[4]
- (2007) مقابلة بيل
- (2018) سوبر تروبرس 2

## وصلات خارجية
- ماريسا كوجلان على موقع IMDb (الإنجليزية)
- ماريسا كوجلان على موقع ألو سيني (الفرنسية)
- ماريسا كوجلان على موقع أول موفي (الإنجليزية)
- ماريسا كوجلان على موقع قاعدة بيانات الأفلام السويدية (السويدية)
- ماريسا كوجلان على موقع إن إن دي بي (الإنجليزية)
- ماريسا كوجلان على موقع قاعدة بيانات الفيلم (الإنجليزية)
- ماريسا كوجلان على موقع كينوبويسك (الروسية)